# Liste der Mitglieder der Deutschen Akademie der Naturforscher Leopoldina/1727
Die Liste der Mitglieder der Deutschen Akademie der Naturforscher Leopoldina für 1727 enthält alle Personen, die im Jahr 1727 zum Mitglied ernannt wurden. Insgesamt gab es sechs neu gewählte Mitglieder.

## Mitglieder
| Nr. | Name                      | Beiname     | Geboren       | Aufnahme | Gestorben     | Bild                                                         | Datenbank |
| --- | ------------------------- | ----------- | ------------- | -------- | ------------- | ------------------------------------------------------------ | --------- |
| 393 | Johann Gottfried Büchner  | Columella   | 12. Nov. 1695 | 23. Jan. | 8. Mai 1749   |                                                              | 1671      |
| 394 | Christoph Jacob Trew      | Heraclianus | 26. Apr. 1695 | 27. Jan. | 18. Juli 1769 | Porträt veröffentlicht in seinem Werk Plantae selectae       | 6966      |
| 395 | Johann Georg Brunschwitz  | Zeno I.     |               | 30. Jan. | 2. Okt. 1734  |                                                              | 2197      |
| 396 | Johann Christian Kundmann | Epimenides  | 26. Okt. 1684 | 2. Feb.  | 11. Mai 1751  | Johann Christian Kundmann, Stich von Bartholomäus Strahowsky | 4805      |
| 397 | Johann Karl Rost          | Olympus I.  | 24. Nov. 1690 | 16. Feb. | 29. Sep. 1731 |                                                              | 6274      |
| 398 | Albert Seba               | Xenokrates  | 12. Mai 1665  | 24. Mai  | 3. Mai 1736   | Albertus Seba. Kupferstich von J. Houbraken, 1731.           | 6618      |